# Astronomía para la inclusión

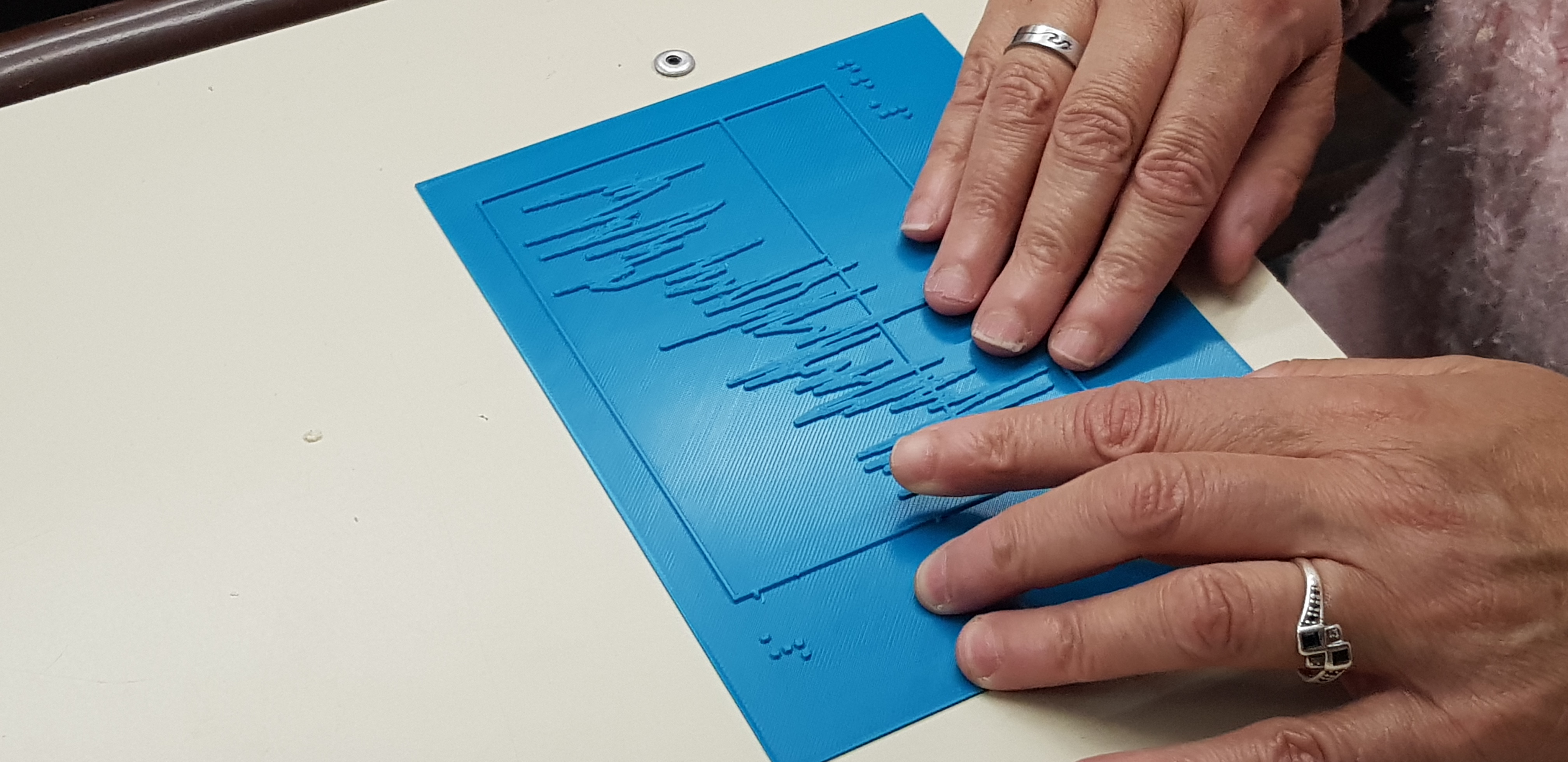
Material táctil para análisis de datos astronómicos

La Astronomía para la inclusión (AI) es una línea de trabajo en el campo de la Astronomía que propone nuevas modalidades de acceso a los datos, teniendo en cuenta la accesibilidad e inclusión de personas con diversidad funcional.

## Visión y Misión
En general, el análisis de datos en las ciencias del espacio se realiza casi exclusivamente de forma visual, pese a que la mayor cantidad de datos pertenece a porciones no visibles del espectro electromagnético. Este tipo de aproximación limita el estudio de lo desconocido a las posibilidades de resolución actual de las pantallas y, además, excluye a un grupo de personas que presentan algún tipo de discapacidad visual.

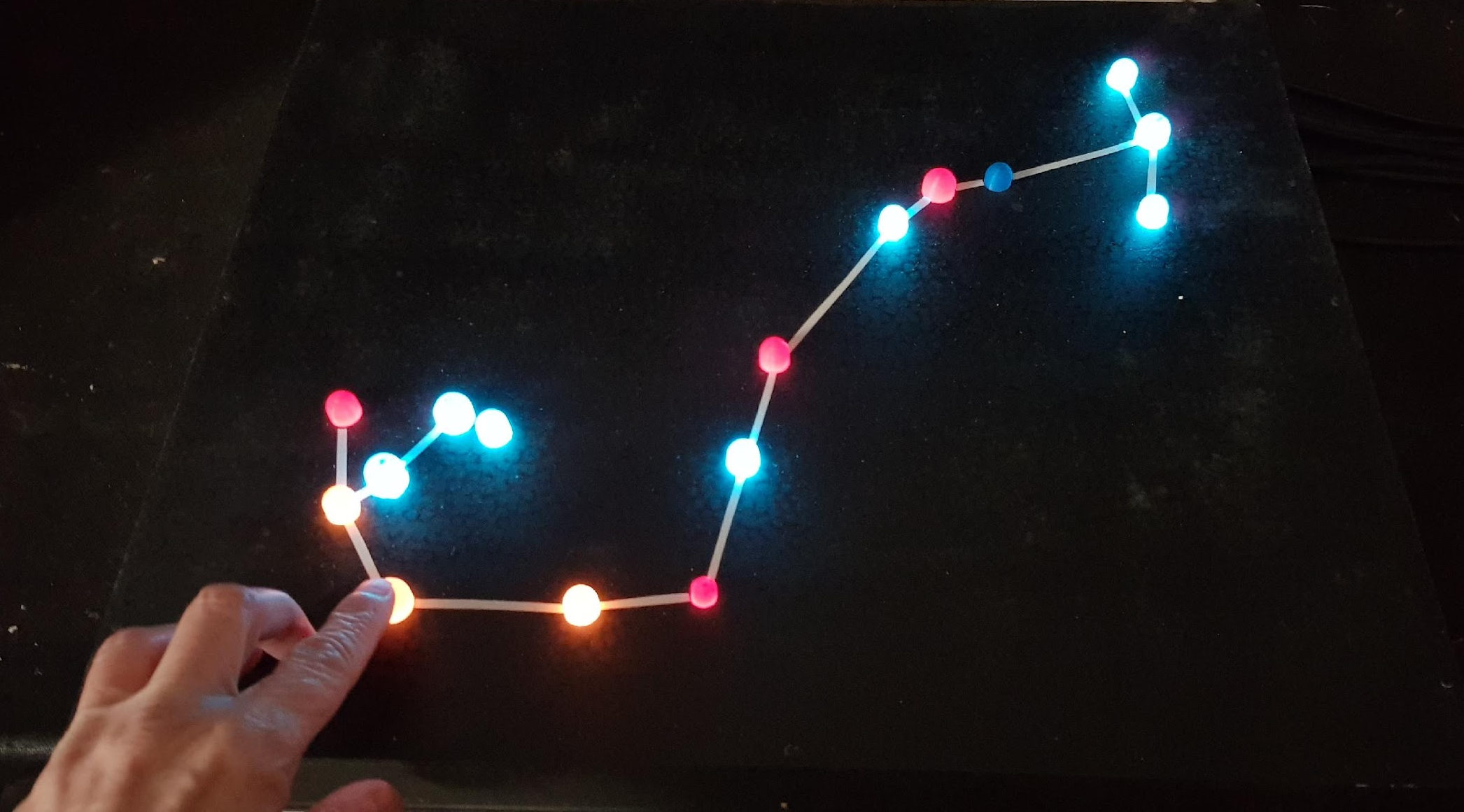
Constelación de Escorpio: modelo táctil y térmico

La aproximación multimodal o multisensorial que propone la astronomía para la inclusión busca superar la barreras con las que se encuentran personas con diverso modo de aprendizaje a la hora de abordar estudios superiores, apreciar propuestas de difusión en museos o exposiciones e inclusive acceder en igualdad de condiciones a puestos de trabajo estables.

## Diseño centrado en el usuario
La investigación en nuevas modalidades de acceso a los datos, pero teniendo en
cuenta la accesibilidad e inclusión de personas con diversidad funcional desde el principio se denomina diseño centrado en el usuario, y es la base de los desarrollos en la línea de astronomía inclusiva.

## Iniciativas
Alguna de las iniciativas en esta línea de investigación y desarrollo, incluyen:
- Iniciativas de la Unión Astronómica Internacional (UAI), tales como el Grupo de Trabajo de Astronomía para la Inclusión y la Igualdad, el Protocolo para la inclusión "Springboard to Action", y la exposición itinerante "Inspiring Stars".

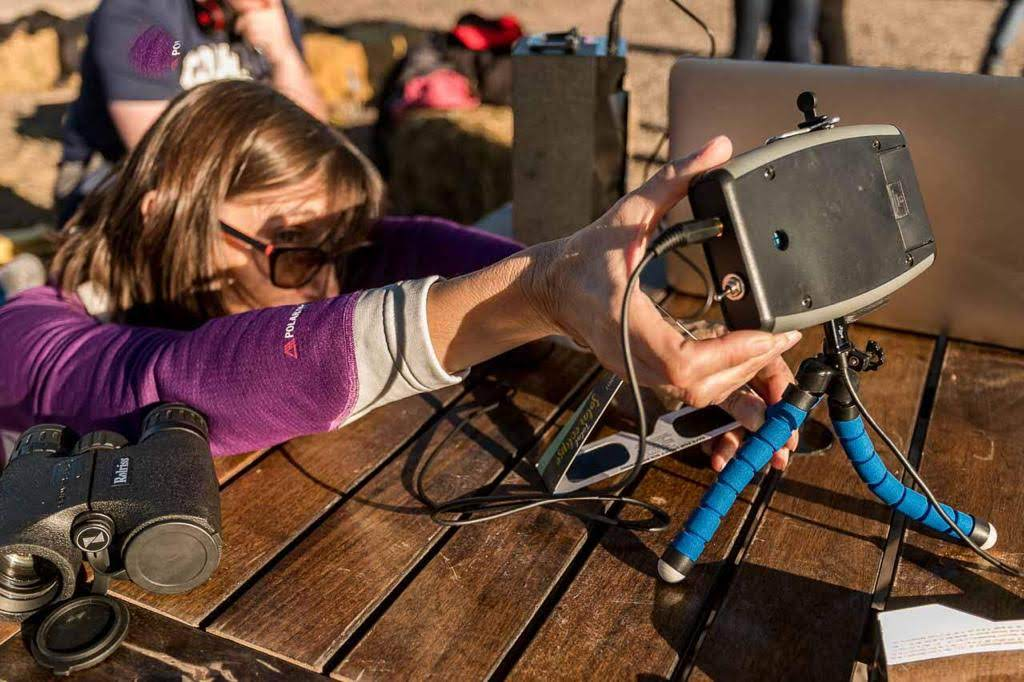
Transductor "Lightsound": conversor de luz en sonido

- Material táctil en 2 y 3 dimensiones.[1][2][3]
- Instalaciones multimodales.
- Sonificación de datos astronómicos (ver por ejemplo el sonoUno).[4][5][6][7][8]
- Desarrollos de dispositivos transductores, como el "LightSound"[9] y  el "Orchestar".[10]
- Entrenamientos de percepción.[11]
- Talleres internacionales de capacitación.[12][13][14]